# استان هردیا
اردیا (به انگلیسی: Heredia) استانی در کشور کاستاریکا است. این استان از شمال به کشور نیکاراگوئه، از شرق به استان لیمون، از جنوب به استان سن خوزه و از غرب به استان الاهوئلا محدود می‌شود. استان اردیا وسعتی به مساحت ۲٬۶۵۷ کیلومترمربع را دربر گرفته و جمعیت آن بالغ بر ۴۳۳٬۶۷۷ نفر می‌باشد.
شهر اردیا مرکز این استان است.